# John FitzAlan (7e comte d'Arundel)
Pour les articles homonymes, voir John FitzAlan.
John (VI) FitzAlan, 7e comte d'Arundel et 4e baron Maltravers (en), est un baron et commandant anglais né le 14 février 1408 et mort le 12 juin 1435. Durant sa brève carrière militaire, il se distingue en parvenant à reprendre plusieurs forteresses aux Français alors que la guerre de Cent Ans est en train de tourner en leur faveur. Ses succès lui valent le surnom d'« Achille anglais ». Blessé au pied lors de la bataille de Gerberoy, il meurt quelques semaines plus tard, prisonnier des Français. Sa disparition est une lourde perte pour les Anglais.

## Biographie

### Origines
Né le 14 février 1408 à Lytchett Matravers, dans le Dorset, John FitzAlan est le fils du troisième baron Maltravers (en), également prénommé John (1385-1421), et de son épouse Éléonore (morte en 1455), fille de Sir John de Berkeley de Beverston, dans le Gloucestershire. En 1415, John FitzAlan père émet une revendication sur le titre de comte d'Arundel à la mort de son détenteur, Thomas FitzAlan. Les trois sœurs de Thomas et leurs familles respectives contestent cette revendication, en particulier Élisabeth et son mari le duc de Norfolk. Il est difficile de dire si le baron Maltravers a porté ou non le titre de « comte d'Arundel » : il est convoqué au Parlement sous ce titre en 1416, mais c'est la seule fois. La querelle se poursuit après sa mort en 1421, et ce n'est qu'en 1433 que le Parlement confirme l'attribution du titre à son fils. John FitzAlan fils était entré en possession de l'héritage de son père et de la baronnie Maltravers quatre ans plus tôt, en juillet 1429.

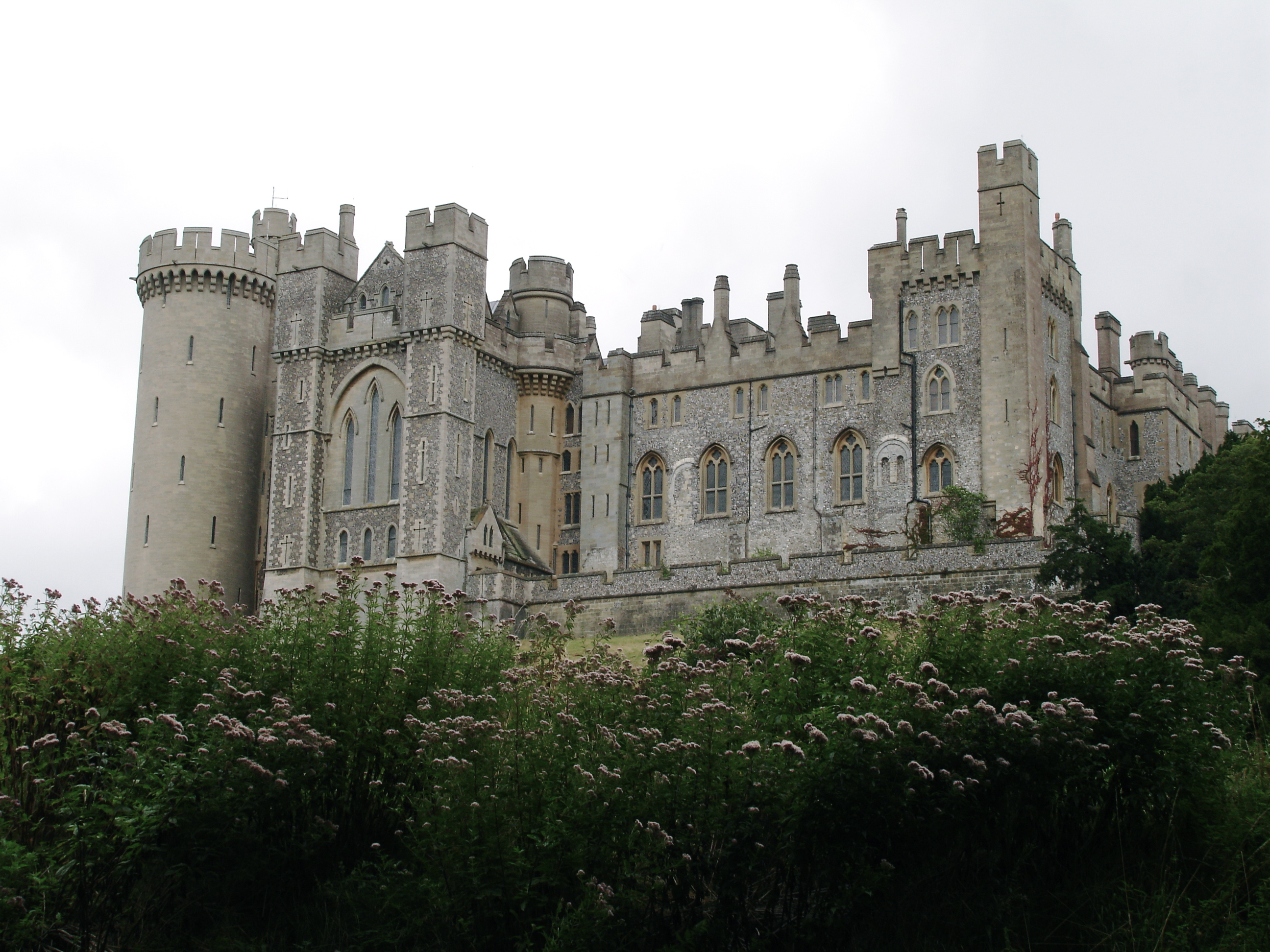
Le château d'Arundel.

Durant son enfance, il est prévu qu'il doit épouser Constance, la fille du baron Fanhope, petite-fille par sa mère de Jean de Gand. On ignore si leurs noces ont effectivement eu lieu ou non, mais il est certain que Constance est morte avant 1429, date à laquelle John se marie avec Maud, la fille de Robert Lovell. Il est fait chevalier en 1426, aux côtés du jeune roi Henri VI. À cette occasion, il est appelé « Dominus de Maultravers ». Lorsqu'il est convoqué au Parlement durant l'été 1429, c'est en tant que « Johanni Arundell' Chivaler », reflétant son nouveau titre de baron Arundel. Dès 1430, il apparaît sous le titre « comte d'Arundel » dans une indenture, et il l'emploie lui-même avant que le Parlement ne le lui reconnaisse. Officiellement, c'est parce qu'il possède le château d'Arundel que le titre lui est reconnu, mais il s'agit également d'un moyen de récompenser ses années de service en France.

### Carrière militaire
John FitzAlan ne tarde pas à imiter son père, qui s'était illustré au combat sous le règne d'Henri V. Le 23 avril 1430, il se rend en France aux côtés de Henri VI et s'y distingue sous le commandement du duc de Bedford, l'oncle du roi. Au mois de juin, il participe au siège de Compiègne, qui voit la capture de Jeanne d'Arc, avant de participer à la levée du siège d'Anglure aux côtés des Bourguignons,. Il assiste au sacre d'Henri VI comme roi de France à Paris le 17 décembre 1431 et se distingue lors du tournoi organisé à cette occasion. Ses succès militaires lui valent d'être nommé à des postes importants : il devient lieutenant de la garnison de Rouen en novembre, ainsi que capitaine de Vernon peu après et de Verneuil en janvier 1432. Un groupe de soldats français venus de Ricarville le prend par surprise en février, s'emparant du château de Rouen alors qu'il se trouvait encore au lit. Cette déconvenue est de courte durée : les assaillants ne peuvent se maintenir et sont contraints de se rendre douze jours plus tard. John FitzAlan reçoit une récompense supplémentaire en avril 1432, lorsqu'il est fait chevalier de la Jarretière.
À partir de 1432, FitzAlan se retrouve à la tête de plusieurs commandements régionaux en France. L'une de ses missions consiste à reprendre des forteresses en Île-de-France, une tâche dont il s'acquitte bien dans l'ensemble, malgré un échec à Lagny-sur-Marne où il ne parvient pas à s'emparer des fortifications, même après avoir détruit le pont pour empêcher les habitants de la ville de s'y rendre. En mars 1433, il est en Haute-Normandie et doit défendre Sées assiégée. Nommé lieutenant-général de Basse-Normandie au mois de juillet, il s'empare des forteresses de Saint-Célerin, Sillé-le-Guillaume et Beaumont-le-Vicomte. Il retourne en Haute-Normandie en décembre 1433, où Bedford le nomme également capitaine de Pont-de-l'Arche.
Désormais comte d'Arundel, il est possible que FitzAlan soit brièvement retourné en Angleterre en mai 1434 pour y rassembler des troupes en vue d'une expédition sur le sol français. Il est remplacé peu après comme lieutenant de Haute-Normandie par le comte de Shrewsbury et se voit confier les régions comprises entre la Loire et la Seine. La Normandie se retrouve ainsi partagée entre les deux hommes, Shrewsbury dirigeant les opérations à l'est de la Seine et Arundel à l'ouest. Ce dernier est également titré duc de Touraine le 8 septembre. La Touraine est encore aux mains des Français, et ce titre est tout autant un moyen de récompenser Arundel que de l'inciter à porter le conflit dans cette direction,. Nommé capitaine de Saint-Lô en octobre, il doit mater une révolte dans le Bessin peu après. Il déjoue les plans du duc d'Alençon, qui espérait utiliser cette révolte pour s'emparer de la ville d'Avranches.

### Mort et postérité

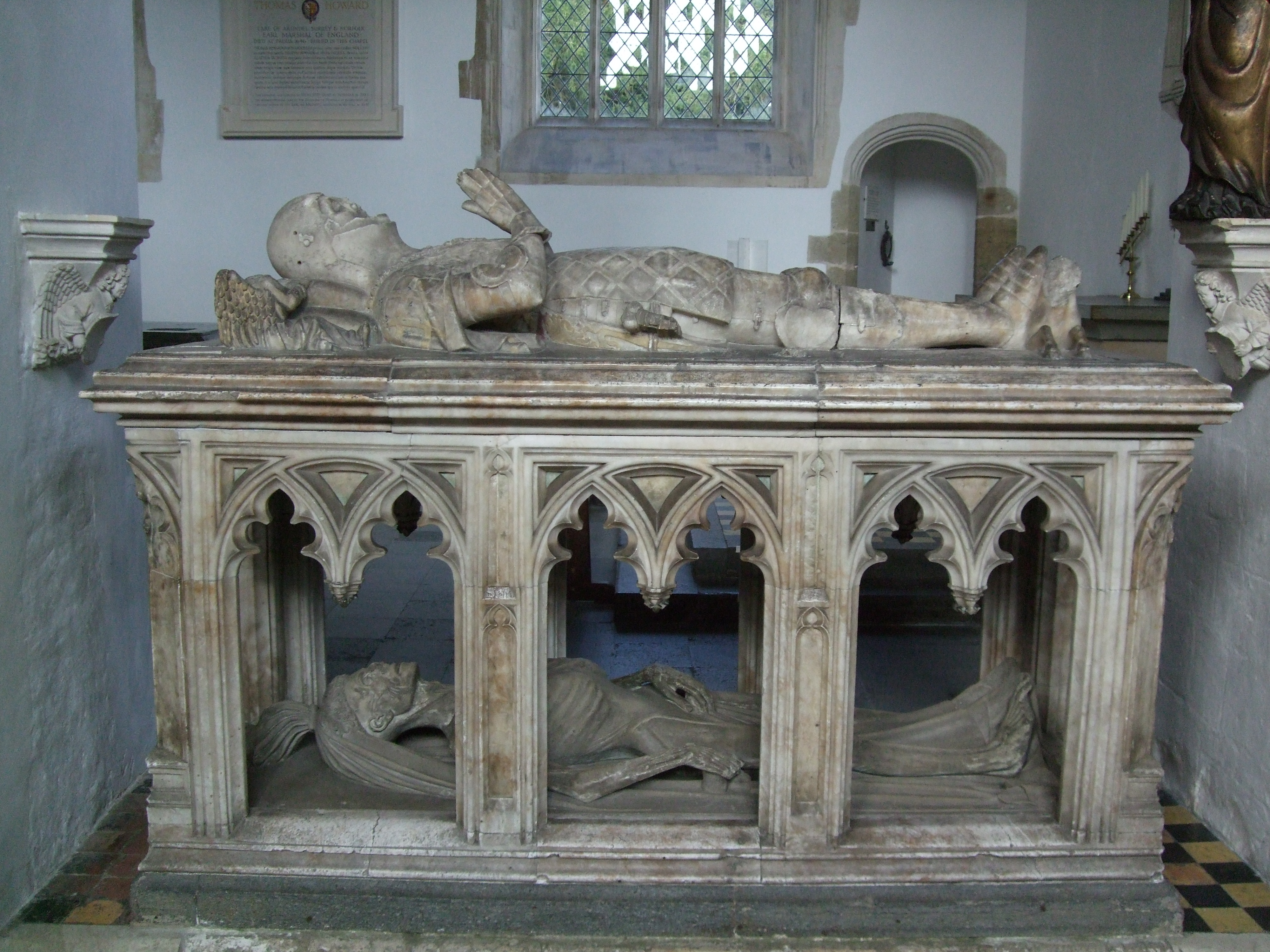
Le transi du comte d'Arundel.

En mai 1435, Arundel se trouve à Mantes-la-Jolie lorsqu'il reçoit l'ordre de se rendre à Gournay-sur-Epte, plus au nord. En apprenant que les Français se sont emparés de Gerberoy, il se porte dans cette direction. Ses troupes rencontrent une force ennemie considérable, et une bonne partie s'enfuit vers Gournay, mais Arundel décide de rester combattre. Durant la bataille qui s'ensuit, les Anglais sont vaincus et le comte est blessé au pied par une couleuvrine. Capturé par les Français, il est conduit à Beauvais. Le chroniqueur Thomas Basin rapporte qu'il aurait refusé d'être soigné, se sentant trop humilié par sa défaite. Il est amputé de la jambe, mais cela ne suffit pas à le sauver : il meurt le 12 juin 1435, à l'âge de vingt-sept ans. Lord Scales le remplace dans ses fonctions.
D'après le chroniqueur Jean de Wavrin, le comte d'Arundel est simplement enterré à Beauvais, à l'église des Cordeliers. Cette version des faits n'est pas remise en doute avant le milieu du XIXe siècle, lorsque le chapelain du duc de Norfolk découvre le testament de Fulk Eyton, l'écuyer du comte. Celui-ci affirme avoir racheté le corps de son maître aux Français et l'avoir ramené en Angleterre contre une récompense de plus de 1 000 £. Conformément à ses dernières volontés, le comte est ensuite inhumé dans la chapelle Fitzalan du château d'Arundel. Pour vérifier le récit de l'écuyer, le transi à l'effigie d'Arundel est ouvert le 16 novembre 1857 : on y découvre effectivement un squelette de plus d'1,8 m auquel il manque une jambe.
Arundel connaît une carrière militaire brillante, d'autant plus qu'elle s'inscrit dans une période difficile pour les Anglais. Sa mort est tout aussi célébrée en France qu'elle est déplorée en Angleterre. Il est surnommé « l'Achille anglais », et Polydore Virgile le décrit comme « un homme singulièrement valeureux, constant et grave ». De son mariage avec Maud Lovell, il ne laisse qu'un fils, Humphrey, né le 30 janvier 1429. Il lui succède comme comte d'Arundel, mais meurt à l'âge de neuf ans le 24 avril 1438. La succession passe alors au frère cadet de John FitzAlan, William, né en 1417.